# 화노
화노는 대한민국의 인디 록밴드이다. 2018년 노래 '쇼윈도'로 데뷔했다.

## 방송
- 슈퍼밴드2 (2021) - 보컬 유환주 2Round
- 그레이트 서울 인베이전 (2022) - Top18(17위)
- EBS스페이스공감 - (2022 헬로루키)
- 락쿵 (2022) - Top47

## 음반
- 쇼윈도 (2018)
- Paradiso (2019)
- 7일중에 5일 (2019)
- 야가 (夜歌) (2020)
- Taxi (2022)
- Sally (2022)
- Beyond (2023)
- 사랑같은걸해요 (2023)
- 무아 (2024)
- RUN (2025)

## 공연
- 쾌락명절 <2022 경록절> (2022)
- 인천펜타포트락페스티벌   (2022)
- 부산국제락페스티벌      (2022)
- 경기인디뮤직페스티벌     (2022)
- 서울뮤직페스티벌 (2023)
- 경기인디뮤직페스티벌 (2023)

## 수상
- 인천 펜타 슈퍼루키 동상 (2022)
- 인디스땅스 준우승      (2022)
- EBS 헬로루키 심사위원 특별상 (2022)
- KT&G상상마당 밴드디스커버리 우승 (2023)
- 2023 뮤즈온 선정